# مكتب الممثل التجاري لتايبيه في دولة الكويت
مكتب تايبيه التجاري التمثيلي في دولة الكويت (بالصينية التقليدية: مكتب تمثيل تايبيه التجارى في مملكة الكويت) هو مكتب يمثل مصالح تايوان في دولة الكويت في ظل غياب العلاقات الدبلوماسية الرسمية، وتعمل بمثابة سفارة بحكم الأمر الواقع.

## الخلفية
يهدف المكتب التمثيلي إلى تعزيز التعاون الثنائي بين الكويت وتايوان في مجالات عديدة مثل: التجارة، الاستثمار، الاقتصاد، الثقافة، التعليم، والبحث العلمي. بالإضافة إلى ذلك، يقدم خدمات قنصلية، مثل جوازات السفر التأشيرات توثيق الوثائق مساعدة المواطنين التايوانيين أو الأجانب في حالات الطوارئ العاجلة. كما تشمل ولاية المكتب القنصلية أيضًا دولة قطر.
في 23 أبريل 1986، تم تأسيس المكتب التجاري لجمهورية الصين في دولة الكويت ليقوم بوظائفه كسفارة حيث يعادل دوره السفارة التقليدية. وفي أغسطس 1990، عقب اندلاع الغزو العراقي للكويت، تم إجلاء ما مجموعه 143 موظفًا وأفراد أسرهم، بالإضافة إلى مغتربين يعملون مع المكتب التجاري في الكويت، وشركة سي بي سي، وشركة بي اي اس الهندسية، ومجلس تنمية التجارة الخارجية التايواني، حيث انتقلوا إلى الأردن. وقد أرسلت حكومة تايوان طائرة خاصة لنقلهم إلى تايوان. بعد تحرير الكويت عقب حرب الخليج عام 1991، استأنف المكتب أعماله في 27 مارس 1991.
في 26 أغسطس 1996، تم تغيير اسم المكتب إلى مكتب التمثيل التجاري لتايبيه في دولة الكويت.